# Sterigmostemum ramosissimum
Sterigmostemum ramosissimum là một loài thực vật có hoa trong họ Cải. Loài này được Rech. f. miêu tả khoa học đầu tiên.